# Morgan Jones
Morgan Jones és un personatge de la sèrie de televisió AMC The Walking Dead i Fear the Walking Dead i un personatge de dibuixos animats de The Walking Dead. A la sèrie de televisió és interpretat per Lennie James. Tant en els còmics com en les sèries de televisió, és un pare devot que lluita per superar la recent mort de la seva dona. Amb el seu fill, Duane, carca refugi a la ciutat natal de Rick després que es produeixi el brot i són els primers supervivents que Rick troba després de despertar del coma. Morgan es caracteritza pel seu eslògan «saps què és», que repeteix regularment al llarg del programa de televisió.
A la sèrie de televisió, Morgan salva la vida de Rick d'un caminant i l'informa del brot. Es separen amb la intenció de reunir-se a Atlanta, però després perden el contacte. A l'episodi de la temporada 3, «Clear», es revela que Morgan és viu quan Rick el troba en un subministrament de tornada a la ciutat natal de Rick. Morgan s'ha tornat inestable mentalment, ja que Duane va ser assassinat per l'esposa no morta de Morgan i es nega a unir-se al grup de Rick, insistint que ha de romandre i deixar lliure la ciutat de caminants. A la temporada 5, Morgan s’ha recuperat del seu trencament mental i s’assabenta que Rick és a Virgínia. Finalment, troba la zona segura d’Alexandria i es retroba amb el seu vell amic. A la temporada 6, Morgan actua com un home de pau, i insisteix que poden resoldre les amenaces sense utilitzar violència, cosa que entra en conflicte amb les opinions de Rick, i intenta ajudar-lo a recuperar la seva humanitat quan aquesta disminueix contínuament. Un episodi de flashback «Here's Not Here» revela que després de trobar-se amb Rick per segona vegada, Morgan va conèixer un supervivent anomenat Eastman que el va ajudar a guarir la seva ruptura mental, ensenyant-li l'aikido i insistint que no ha de matar persones, independentment de la situació. La guerra en curs disminueix el compromís de Morgan amb la pau i torna a matar. Al final de la guerra, deixa Washington DC. Es va decidir transferir el seu personatge a la sèrie acompanyant Fear the Walking Dead.

## Biografia del personatge

### Còmic
El fill de Morgan, Duane, veu Rick vagant per casa seva i, confonent-lo amb un caminant, el fa fora amb una pala. Morgan es va adonar ràpidament que Rick és un ésser humà viu i l’ajuda a recuperar la salut. Proporciona detalls a Rick del brot i del que ha estat succeint al món durant els darrers dos mesos. Rick més tard li subministra i al seu fill armes des de l'estació del xèrif per garantir la seva protecció, i després se'n va cap a Atlanta.
Més tard, Morgan i Duane es mostren encara a casa seva diversos mesos després, durant l'hivern. En un intent de preservar la vella tradició i celebrar Nadal amb Duane per aixecar els ànims, Morgan és capaç de trobar un Game Boy d'una botiga propera i donar-li-la com a regal.
En algun moment dels mesos següents, Duane cau presa dels caminants, concretament de la seva mare convertida en caminant, i es torna girat. Morgan, incapaç de fer front a la mort del seu fill, recorre a tancar Duane a la casa amb cadenes. A mesura que la seva salut mental i física es deteriora, comença a assassinar supervivents que hi passen per poder alimentar el noi. Rick, juntament amb el seu fill Carl i el nou segon al comandament Abraham, arriben de nou a la ciutat amb el pla de portar Morgan al grup, cosa que accepta després d'alliberar el seu fill zombi. Ràpidament desenvolupa una intensa fixació sobre Carl, que li recorda Duane. Mentre es troba al grup, es converteix en un dels principals defensors del seu càmping i aprofundeix en el seu vincle amb Michonne, ambdues connectant-se a causa del seu psiquisme danyat i la història de pèrdues. Al mateix temps, intenta aprofundir en el seu vincle amb Carl després de ser testimoni de primera mà de la mentalitat de sang freda del noi. Es creu responsable de mantenir la innocència infantil de Carl i està decidit a reparar el seu fracàs en la protecció de Duane.
Un cop va arribar a la nova comunitat emmurallada anomenada Alexandria Safe-Zone, el líder Douglas li va assignar el paper de ser cuiner. Ell i la resta de supervivents van gaudir dels recursos que oferia la comunitat, però va ser un dels pocs que es va sentir frustrat per la falsa actitud optimista del seu entorn. Després que ell i Michonne abandonin la festa de benvinguda organitzada per la gent del poble, els dos finalment es dediquen al sexe. Lamenta profundament les seves accions l'endemà al matí, creient-se un adúlter i seguint aferrat a la memòria de la seva dona morta. La seva càrrega de principis mal concebuts i la seva negativa a deixar anar el passat enfada amb Michonne, tot i la seva creixent atracció cap als altres.
Més tard, Morgan es disculpa per l’obstacle en la seva relació i la tranquil·litza que fa tot el possible per superar tot el que ha passat. Accepta i els dos poden reunir-se com a amants una vegada més. No obstant això, la tensió entre tots dos es desenvolupa de nou, ja que Michonne és insultada pel seu comportament egocèntric quan justifica les seves activitats sexuals, ja que mereixia ser feliç.
Mentre ajuda a combatre els zombis amb Rick, Morgan és sorprès i un mossegador el morda al braç. Michonne es retalla el braç i, a partir d’aquí, queda al llit. Confessa a Carl el seu coneixement de l'assassinat comès per ell i li demana que no deixi que la foscor superi la seva moralitat. Michonne intenta després reparar-se amb ell, només per descobrir que ha mort per pèrdues de sang. Poc després és destituït per ella abans que tingui l'oportunitat de tornar a animar-se.

### Sèrie de televisió

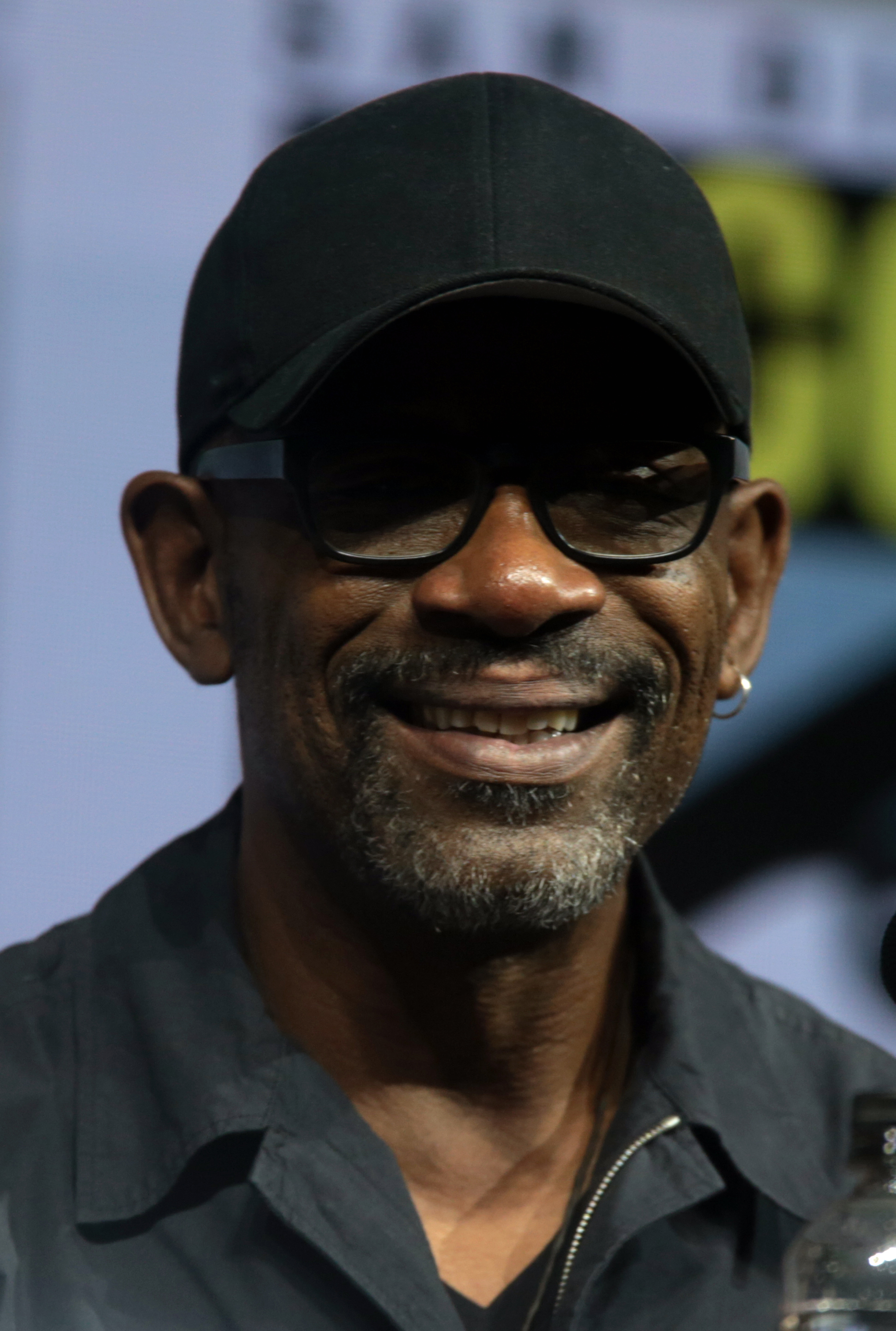
Lennie James, l'actor que interpreta Morgan Jones a la sèrie de televisió

| The Walking Dead | The Walking Dead | The Walking Dead | The Walking Dead | The Walking Dead | The Walking Dead | The Walking Dead | The Walking Dead | The Walking Dead | The Walking Dead | The Walking Dead | Fear the Walking Dead | Fear the Walking Dead | Fear the Walking Dead | Fear the Walking Dead | Fear the Walking Dead | Fear the Walking Dead | Fear the Walking Dead | Fear the Walking Dead |
| Temp. 1          | Temp. 2          | Temp. 3          | Temp. 4          | Temp. 5          | Temp. 6          | Temp. 7          | Temp. 8          | Temp. 9          | Temp. 10         | Temp. 11         | Temp. 1               | Temp. 2               | Temp. 3               | Temp. 4               | Temp. 5               | Temp. 6               | Temp. 7               | Temp. 8               |
| ---------------- | ---------------- | ---------------- | ---------------- | ---------------- | ---------------- | ---------------- | ---------------- | ---------------- | ---------------- | ---------------- | --------------------- | --------------------- | --------------------- | --------------------- | --------------------- | --------------------- | --------------------- | --------------------- |
| Convidat         |                  | Convidat         | Reccurent        | Principal        | Principal        | Principal        |                  |                  |                  |                  |                       |                       |                       | Principal             | Principal             | Principal             | Principal             | Principal             |

#### Passat
Morgan va créixer a Macon, Geòrgia. Quan era adult, Morgan es va enamorar d'una dona anomenada Jenny, on més tard es van casar i junts van tenir un fill anomenat Duane. Durant l'inici del brot, Morgan i la seva família es van evacuar de casa seva, on van presenciar diverses emissions informant a altres supervivents que viatjaven cap a una suposada zona segura a Atlanta. En un moment desconegut, Jenny va ser mossegada i va sucumbir a la infecció. Morgan no va poder deixar-la caure i la va deixar anar a l'exterior.

#### Primera temporada
A la sèrie de televisió, Morgan apareix al primer episodi Days Gone quan rescata Rick d'un zombi immediatament després de despertar-se d'un coma. Després d’adonar-se que Rick no és una amenaça, Morgan li explica el temps després de l’apocalipsi zombi. Rick porta Morgan i Duane al districte on treballava com a alguatzil i es proveïen d’armes i municions just abans d'anar cap a Atlanta (on els Centres de Control i Prevenció de Malalties han establert una zona de quarantena) a la recerca de la seva dona Lori i el fill Carl. Morgan i Duane, massa units a casa seva, romanen a la ciutat amb la promesa de mantenir-se en contacte a través del walkie-talkie.

#### Tercera temporada
A l'episodi Clean Up, quan Rick, Carl i Michonne van al Comtat de King, Morgan els manté a punta de pistola des del terrat. Es produeix un tir, Carl dispara Morgan al pit. Rick que es treu la camisa descobrirà que portava una armilla antibales. Arrossegats pel grup a la casa, evitant les nombroses trampes col·locades a l'entorn, l’immobilitzen lligant-lo com a mesura de seguretat. Troben escrits a les parets des d’on entenen que Duane s’havia convertit en un zombi. Quan es desperta, després d’una primera baralla, Rick finalment aconsegueix fer-li recordar que els dos es coneixen. Morgan diu que va intentar contactar amb Rick cada matí durant diverses setmanes, però mai va respondre a la ràdio. A Rick se li ofereix l'oportunitat d'unir-se al seu grup a la presó, però Morgan s'hi nega perquè no vol veure ningú morir.

#### Cinquena temporada
Després dels crèdits de l'episodi Prey and Hunter, es veu un home emmascarat (que resulta ser Morgan) acostant-se al senyal que Rick havia modificat prèviament a prop de Terminus per advertir als vianants de la falsa seguretat del lloc. Poc després veurà una marca gravada en un arbre. Morgan reapareix després dels crèdits de l'episodi Conclusion, on es veu que va seguir seguint les marques gravades als arbres, que ara se sap que van deixar Gareth, líder dels caníbals a Terminus, a prop de l'escola primària on aquest últim i Hunters havien canibalitzat la cama de Bob Stookey. En fer-ho, Morgan ensopega amb l'església del pare Gabriel, visitada anteriorment pel grup de Rick. Aquí troba un mapa que indicava una ruta a Washington que Abraham li havia deixat per llegir a Rick, mostrant també un missatge escrit, que li permet adonar-se que el seu amic encara és viu.
El trobem al final de temporada Conquering, acampat al bosc quan se li acosta un home armat amb una W al front que, explica, simbolitza la seva colla, els «Wolves» (Llops). L'home intenta aclaparar-lo amb un company amagat, però Morgan aconsegueix fer-los fora. Rescatarà Daryl i Aaron atrapats en un cotxe envoltat per una horda de zombis en una trampa establerta pels «Llops". Els seguirà a Alexandria, on serà testimoni de l'execució de Rick de Pete Anderson sota l'ordre de Deanna Monroe després de l'assassinat de Reg, el marit de Deanna.

#### Sisena temporada
Durant la sisena temporada, Morgan es converteix en membre de la població de la zona segura d'Alexandria.
En un flashback es revela que ell, després d’un altre dels seus molts malsons, va calar foc a la seva casa. Viatjant sense rumb, ple de culpa, al·lucinacions i ràbia, va conèixer Eastman, un psicòleg i professor d’Aikido que vivia en una casa enmig del no-res, que, interessat en la seva situació, va decidir curar-lo. Però Morgan li demanava constantment que el matés per «aturar els rumors". Quan Eastman torna després de buscar subministraments, Morgan intenta atacar-lo per obligar-lo a matar-lo, però fracassa. Posteriorment, Morgan, per consell d'Eastman, llegeix un llibre sobre budisme i amb el pas del temps aprèn a practicar magistralment l'Aikido però, congelant-se, no pot matar un zombi que mossega Eastman. Mor i Morgan, sentint-se culpable, li promet que guardarà els seus ensenyaments.
Protegeix la comunitat de l'atac dels llops derrotant a molts i capturant el seu líder, Owen. No el mata perquè creu que es pot curar, fins i tot segons el principi, ensenyat per Eastman, que tota vida és important, però pren Denise com a ostatge. Quan els caminants ataquen Alexandria, Morgan lluita fins al límit i troba Owen zombificat al desastre i el mata. Després deixa de banda els seus principis i torna a matar fins i tot els vius en defensa.
Quan Carol abandona el grup per mor dels seus sentiments de culpabilitat, anirà a cercar-la, salvant-la de la mort segura i topant amb els soldats del Regne.

#### Setena temporada
A la setena temporada, Morgan es converteix en ajudant dels soldats del Regne i gran amic del rei Ezekiel.
Durant la seva estada a la comunitat, l'home coneix els acords entre el rei Eziekel i Gavin, un salvador, però promet no revelar el secret a la resta de la comunitat.
Morgan també es fa amic i mentor de Ben, un noi al qual li ensenya Aikido; malauradament, Ben serà assassinat per Jared, un altre salvador. Més tard, Morgan descobrirà que Ben ha mort per culpa de Richard, un home del Regne que va intentar explotar els acords entre el rei Ezekiel i Gavin, que havia amagat una de les provisions; descobert això, Morgan el matarà trencant-li el cap.
Morgan aprèn de Daryl sobre la mort de Glenn i Abraham i, tot i que el seu amic li demana que no ho faci, decideix dir-li-ho tot a Carol, així que junts tornaran a lluitar contra els salvadors juntament amb Rick, portant amb ells un nou aliat: el regne.

#### Vuitena temporada
Morgan participa en la guerra contra els salvadors juntament amb les altres comunitats. Sota la direcció de Il Regno i Carol.
A principis de la guerra, Morgan juntament amb el Regne i Hilltop capturen un grup de salvadors per utilitzar-los com a ostatges. Però durant el viatge, Jared, un dels salvadors capturats, comença a provocar Morgan a la mort de Benjamin, fent-li creure que són inútils i és més útil matar-los. Això provoca una baralla entre ell i Jesús que voldrien mantenir-los vius per no instigar els altres a actuar com un d’ells. Això, però, permet a Jared, Alden i el seu grup escapar, Morgan els segueix armats i, quan comença a disparar contra cadascun d'ells, Jesús és detingut amb qui inicia un descompte. El grup s’escapa (però encara seran capturats i empresonats a Hilltop) i Jesús convenç Morgan de tornar al Regne massa enfadat per raonar. Morgan accepta.
Més tard, els Salvadors, dirigits per Gavin, ataquen The Kingdom. Morgan, Carol, Ezekiel i Jerry els atacen per sorpresa al teatre, però un d’ells està a punt de sufocar Morgan, però torna a perdre el control i el mata tallant-se la gola. En ira, comença a matar tots els salvadors i persegueix Gavin, que intentava escapar. Finalment, el va arraconar, però va ser assassinat per darrere per Henry. Morgan adonant-se que és massa inestable per viure en una comunitat decideix, prometent a Carol, que després de la guerra marxarà.
En les darreres etapes, un grup de Salvatori va escapar de Hilltop, seguit de Jared, capturant Rick i Morgan. Rick veient zombis a la distància promet a Jared i als seus homes ajudar-los si es desfeien d'ells. No veient cap altra opció, els alliberen, però Rick i Morgan els maten a traïció. Morgan persegueix Jared i el tanca en una habitació amb zombis que després el devoren. Això, però, fa que Morgan tingui una sèrie d’al·lucinacions de les persones que va matar.
En l'última fase de la guerra, Morgan, junt amb totes les comunitats, derrota els salvadors matant-ne molts i capturant-ne d'altres, i finalment és el mateix Rick que derrota Negan. Com es va prometre, Morgan deixa de saludar Carol i els habitants del Regne.

### Fear the Walking Dead

#### Quarta temporada
Poc després de la guerra amb els Salvadors, Morgan és visitat al Junkyard per Jesus, Carol i Rick, que intenten per separat que Morgan torni amb ells. Rick adverteix Morgan que, per molt que vagi corrent, finalment es trobarà amb la gent de nou. Posteriorment, Morgan abandona el Junkyard i comença a treballar cap a l'oest, acabant a Texas on coneix John Dorie. Després de topar amb un grup hostil de supervivents, els dos homes són rescatats per un periodista anomenat Althea i després són capturats per Victor Strand, Luciana Galvez i Nick i Alicia Clark. Al principi, Morgan intenta mantenir-se fora dels assumptes dels seus nous amics, a part d'intentar convèncer Nick perquè deixi anar el seu camí de venjança que acaba amb la mort de Nick. Després d’escoltar la història de John i el seu amor per la dona que coneixia com a Laura, Morgan decideix anar a cercar els seus nous amics i intentar aturar la seva guerra amb els Vultures, sense èxit. Per salvar la vida de John després de ser assassinat, Morgan, Al, June, que és la dona que John coneixia quan Laura i una jove anomenada Charlie tornen a l'estadi de beisbol Dell Diamond, on el grup d'Alicia havia format una comunitat abans que els Vultures els destruís. Morgan ajuda a aconseguir els subministraments mèdics necessaris i utilitza les seves pròpies experiències per evitar que Alicia es vengi de June i Charlie.
Al començament de la segona meitat de la temporada, Morgan decideix tornar a Alexandria per dir-li a Rick que tenia raó: al cap i a la fi, Morgan va trobar el camí de tornada a la gent. Durant aquest temps, el grup de Morgan descobreix que una sèrie de conductors de camions dirigits per un home anomenat Ós polar han deixat subministraments al llarg de les carreteres per a qualsevol persona que els necessiti. Tanmateix, un potent huracà colpeja el grup. Mentre es refugia en un camió durant la tempesta, Morgan és transportat accidentalment a Mississipi on fa tres nous amics a Jim, Sarah i Wendell. El grup fa el seu camí de tornada a Texas, deixant caixes de subministraments del conductor de camió original al llarg de la carretera per a altres supervivents, però entren en conflicte amb una dona anomenada Martha que es va tornar boja després de perdre el seu marit en un accident de trànsit quan ningú l'ajudaria. Després d’haver vist les cintes de vídeo d’Al, Martha veu l’afirmació de Morgan segons la qual “perdo gent i després em perdo a mi mateix” i es proposa fer que Morgan sigui fort matant els seus amics.
Morgan es troba a si mateix el líder del grup quan es troben acorralats a un hospital i Jim és mossegat. En culpar-se de la seva situació, Morgan intenta sacrificar-se per permetre als seus amics escapar, però tornen a rescatar Morgan mentre Jim se sacrifica perquè tots puguin fugir. Morgan decideix conduir el seu nou grup a Alexandria, però intenta ajudar primer Martha, que ha enverinat els altres amb anticongelant. Incapaç d’ajudar els seus amics, Morgan gairebé es perd de nou, però recupera el control i fa un ardu viatge per salvar els altres. Morgan aconsegueix arribar als altres a temps i contrarestar la intoxicació anticongelant a través de l'etanol de la cervesa de la cerveseria de Jim. Quan torna a ajudar Martha, es descobreix que va sucumbir a una infecció massiva per una ferida prèvia de trets no tractada i Morgan la deixa caure i sepulta Martha.
Inspirat pel seu conflicte amb Martha, una dona conduïda a la bogeria perquè ningú l’ajudaria, Morgan decideix no tornar a Alexandria. En canvi, Morgan decideix fer-se càrrec d’una fàbrica de texans i utilitzar-la i els recursos que deixa l’Ós polar per ajudar altres supervivents que ho necessiten. La resta del grup opta per unir-se als esforços de Morgan en lloc d’anar per camins separats o a Alexandria.

#### Cinquena temporada
Morgan porta la majoria dels seus amics a ajudar un supervivent anomenat Logan. En els mesos des que van començar els seus esforços, el grup no ha tingut cap èxit, ja que tothom està mort, desaparegut o no vol ser trobat. Morgan, Alicia, Al, John, June i Luciana moren en un accident d'avió que deixa la Luciana greument ferida, obligant als altres a defensar-se d'un ramat de caminants mentre June allibera la Luciana. Amb l'ajuda d'un grup de nens aconsegueixen escapar, però es troben amb signes d'alta radiació i un estrany bloqueig dels caminants. A la parada de camions propera que pertany a Polar Bear, Morgan es posa en contacte amb Logan, només per descobrir que és l'antic soci de Polar Bear que els va enganyar perquè pogués fer-se càrrec de la fàbrica.
El grup de Morgan busca l'Al que va desaparèixer mentre examinava un caminant estrany al lloc de l'accident aeri. Després de trobar-se amb un altre punt de control que adverteix d'alta radiació, Morgan envia dos caminants, caient en una trampa que pertany a una dona anomenada Grace. Un cop desactivada la situació, Grace explica que el caminant amb el qual Morgan havia estat lluitant és radioactiu per la fusió del reactor d'una central elèctrica propera. Morgan es veu obligat a sotmetre's a una descontaminació i descartar permanentment el seu bastó de lluita, ja que ha estat contaminat més enllà de la neteja. Es revela que Grace és la líder d'un grup de supervivents que van utilitzar la planta com a base fins que el col·lapse va matar la resta i va convertir els seus cadàvers reanimats radioactius. Morgan i Alicia ajuden a la Grace a revisar el lloc de l'accident i, per sort, determinen que cap dels caminants amb els quals van lluitar anteriorment estava contaminat, però s'enfronten a un altre ramat amb un caminador radioactiu. Morgan ajuda a la Grace a tractar amb el caminant mentre l'Alicia s'encarrega de la resta del ramat. Morgan parla més tard amb Alicia sobre la seva creixent inconsciència i són cridats a un càmping on John i June han trobat les restes de caminants més radioactius i els residents reanimats que van contreure la malaltia de la radiació després de cremar els cossos. Tot i que Morgan s'ofereix a ajudar a fer front a la resta, la Grace es nega i revela que té una malaltia terminal per radiació. En Morgan i la Grace es comprometen a mantenir-se en contacte i la Grace li demana a Morgan que li avisi si es troben amb algun dels seus amics perquè pugui deixar-los fora de perill.
A la final, Virginia li dispara. Aconsegueix gravar un missatge final al seu grup, dient-los que segueixin endavant i facin el bé. Es desmaia quan els caminants s'acosten a ell, deixant desconegut el seu destí.

## Personalitat i habilitats
Se sap poc de la vida de Morgan abans del brot zombi, excepte que tenia una dona, Jenny, i un fill, Duane. Pare afectuós i marit devot, preferirà no sortir de casa amb el seu fill per no fugir de la seva dona morta que ara s’ha convertit en zombi.
Morgan és un tirador expert i sembla tenir un coneixement avançat de les tècniques de planificació, caça i supervivència. Després de la mort del seu fill, passarà part de la seva vida en solitud fins que coneix el bon Eastman. Després d’aprendre les tècniques d'Aikidō d’aquest últim, la seva arma principal serà el pal, convertint-se en tan hàbil en el seu ús que podrà derrotar fàcilment quatre homes dels Llops al mateix temps.

## Desenvolupament
Lennie James va interpretar Morgan a l'estrena de la sèrie «Days Gone Bye". Mike Ryan, de Vanity Fair, va descriure Morgan en la seva revisió de l'episodi com «sense por que els zombis entressin, cosa que sembla una reacció raonable". Liz Kelly i Jen Chaney, del Washington Post, van comentar Morgan i Duane, «la pèrdua de la figura mare de la seva família ens va recordar una mica a» Michael i Walt de «Lost". Josh Jackson, de Paste, va descriure Morgan i Duane com «turmentats per la dona de Morgan caminant pels carrers fora de la casa suburbana on estan a la gatzoneta. Incapaços de treure-la de la seva misèria o seguir sense ella, estan congelats al seu lloc, turmentats per pèrdua que realment no ha desaparegut.
És l'escenari més nocturn, caçat per la closca d’un ésser estimat, els zombis no són genèrics; aquest és personal". Jackson també va afirmar que Rick està» impactat pel món amb què desperta i Morgan fa de pastor a la realitat". Leonard Pierce de The AV Club va descriure Morgan com «bellament interpretat pel sempre benvingut Lennie James» i afegint que «afegeix un moment de punyència, ja que es troba realment demanant perdó per no haver matat la seva esposa ara reanimada". Pierce descriu l'escena en què Morgan» intenta reunir-se la força? resoldre? Kris King, de Starpulse, va assenyalar que Morgan «té una escena poderosa que implica el destí de la seva dona i el seu intent grisós de complir amb la seva Escrivint per a The Atlantic, Scott Meslow descriu el que considera «l'escena més devastadora de l'episodi», en què «Morgan apunta al cap [de la seva dona] a través d'un rifle des d'una finestra, gairebé estirant el gallet diverses vegades abans col·lapsant entre llàgrimes. El destí de Morgan és un reflex fosc de les pitjors pors de Rick; amb la seva dona i el seu fill desapareguts, i sense cap manera de contactar-hi, Rick mai no sap si girarà una cantonada i trobarà una esperpèntica perversió de la dona i el fill que estima".
El 19 de novembre de 2012 es va confirmar que Morgan tornaria a la temporada 3. En una entrevista amb Inside TV, Robert Kirkman defineix el títol de l'episodi «Clear» i com es relaciona amb Morgan: «Significa moltes coses. En certa manera, són els delinqüents d'un llunàtic, però també es tracta que ell ho intenti. Per esborrar la seva vida i esborrar qualsevol embolic al seu voltant. Viu sol, de manera que intenta tenir el cap clar. Bàsicament, es tracta que es desfaci de la seva dona i que es desfaci del seu fill i que l'única manera de sobreviure sigui Kirkman també va considerar que Lennie James «realment interpretava un personatge completament diferent i feia coses completament diferents en aquest episodi i que és igual de fantàstic fer-ho. Així que va ser molt divertit tenir-lo enrere i també fer-lo fer coses que eren tan diferents del que havia fet abans". En la seva recapitulació de l'episodi del Los Angeles Times, Emily VanDerWerff va qualificar Lennie James de «brillant actor» i va considerar que» el seu el paper és prou significatiu perquè es converteixi essencialment en el ma en el suport del jugador a la peça". Eric Kain, de Forbes, va definir l'actuació de Lennie James com «absolutament fascinant», tot assenyalant que Morgan «és un home canviat i no per a millor"; Kain va qualificar la negativa de Morgan a l'oferta de Rick de tornar a la presó amb ell «una escena gloriosa". Zack Handlen de The A.V. Club descriu la situació de Morgan: «El crim de Morgan és que no podia deixar anar el passat; no podia afusellar la seva dona morta i, per tant, la seva dona morta va acabar matant el seu fill. Per tant, ara no té res per viure, però ell no li queda la força de la voluntat per acabar amb la vida. El que el deixa atrapat. No pot unir-se al grup de Rick, per molt que Rick el vulgui, perquè això significaria connectar-se amb la gent de nou, tornar-se vulnerable, arriscant-se i sofrint quan els seus nous amics moren. I no pot suïcidar-se, perquè això requeriria un altre tipus de coratge. Així que s'ha quedat enganxat construint les seves trampes, tapant les parets amb la seva escriptura, enviant missatges a desconeguts mai veuré".
El 26 de novembre de 2017, es va anunciar a Talking Dead que Lennie James sortiria de The Walking Dead i passaria al paper de Morgan per Fear the Walking Dead.
Noel Murray, de Rolling Stone, va classificar Morgan Jones en el quart lloc en una llista de 30 millors personatges de Walking Dead i va dir: «Durant les últimes temporades, els supervivents han tingut menys ús per a una ànima tan filosòfica i suau, però el programa encara necessita molt Morgan - tots dos per demostrar que és possible mantenir-se viu sense sacrificar tots els principis i que val la pena parlar suaument i portar un gran personal".

## Personalitat i habilitats
Se sap poc de la vida de Morgan abans del brot zombi, excepte que tenia una dona, Jenny, i un fill, Duane. Pare afectuós i marit devot, preferirà no sortir de casa amb el seu fill per no fugir de la seva dona morta que ara s’ha convertit en zombi.
Morgan és un tirador expert i sembla tenir un coneixement avançat de les tècniques de planificació, caça i supervivència. Després de la mort del seu fill, passarà part de la seva vida en soledat fins que conegui el bon Eastman. Després d’aprendre les tècniques d’Aikidō d’aquest últim, la seva arma principal serà el pal, convertint-se en tan hàbil en el seu ús que podrà derrotar fàcilment quatre homes dels Llops al mateix temps.